# Joaquim Crisóstomo da Silveira
Joaquim Crisóstomo da Silveira Júnior (Flamengos (Horta), 5 de março de 1876 — Lisboa, 1 de dezembro de 1939) foi um jurista e advogado, formado em Direito formado na Universidade de Coimbra, e magistrado judicial que exerceu funções políticas, entre as quais as de deputado e senador eleito pelo círculo eleitoral da Horta durante a Primeira República Portuguesa. Publicou diversas obras sobre temáticas de Direito.

## Biografia
Joaquim Crisóstomo da Silveira Jr. nasceu na freguesia de Flamengos, filho do proprietário flamenguense Joaquim Crisóstomo da Silveira, político ligado ao Partido Regenerador, que viria a ser presidente da Câmara Municipal da Horta em 1903-1904. Depois de ter frequentado o ensino primário na cidade da Horta, ingressou em 1887 no Liceu Nacional da Horta, onde concluiu o ensino secundário. Partiu depois para Coimbra onde frequentou os preparatórios, matriculando-se em 1893 no curso da Faculdade de Direito da respetiva Universidade onde obteve o grau de bacharel em 8 de junho de 1897 e a formatura 2 de julho de 1898.
Terminado curso iniciou a sua carreira como advogado e depois como conservador do Registo Predial. Ingressou depois na magistratura tendo sido sucessivamente delegado do Procurador da República (nomeado a 19 de julho de 1900) em Loulé (onde foi agredido por estar de chapéu nas proximidades de uma cerimónia religiosa, por «católicos ultramontanos» que o consideravam «liberal») juiz de direito (nomeado a 21 de junho de 1913) nas comarcas da ilha de São Jorge e do Funchal (1925), ascendendo à segunda instância a 20 de março de 1929, como juiz desembargador no Tribunal da Relação de Lisboa, e terminando a sua carreira como juiz conselheiro do Supremo Tribunal de Justiça, cargo para o qual foi nomeado a 19 de novembro de 1938, acabando por falecer no ano seguinte. Tendo já servido a República em outras ocasiões, nomeadamente na averiguação de distúrbios políticos, onde foi sindicante nomeado em comissão pelo governo em Castelo Branco (1913-1914) e Lisboa (1918), foi presidente do Tribunal de Defesa Social.
Iniciou a sua carreira política em 1918 ao ser eleito deputado ao Congresso da República pelo círculo da Horta, passando a ocupar um lugar de senador, eleito também pelo círculo da Horta, nas legislaturas de 1922-1925 e 1925-1926. Em 1923, perante as dificuldades de financiamento do Município da Horta apresentou, sem sucesso, uma proposta de lei que concedia àquela autarquia parte das taxas de tráfego telegráfico que eram cobradas sobre os telegramas que transitassem pelos cabos submarinos operados na Horta pela Western Union Telegraph Company.
Era senador aquando do golpe de 28 de maio de 1926, tendo-se retirado definitivamente da política com a instauração do regime do Estado Novo, dedicando-se em exclusivo à magistratura judicial. Deixou publicadas algumas obras sobre temáticas de Direito.